# Танатофобија
Танатофобија је патолошки страх од смрти иначе телесно здраве особе код које не постоје назнаке било какве опасности, а поготову не опасности са смртним исходом.